# Alexis Carrel

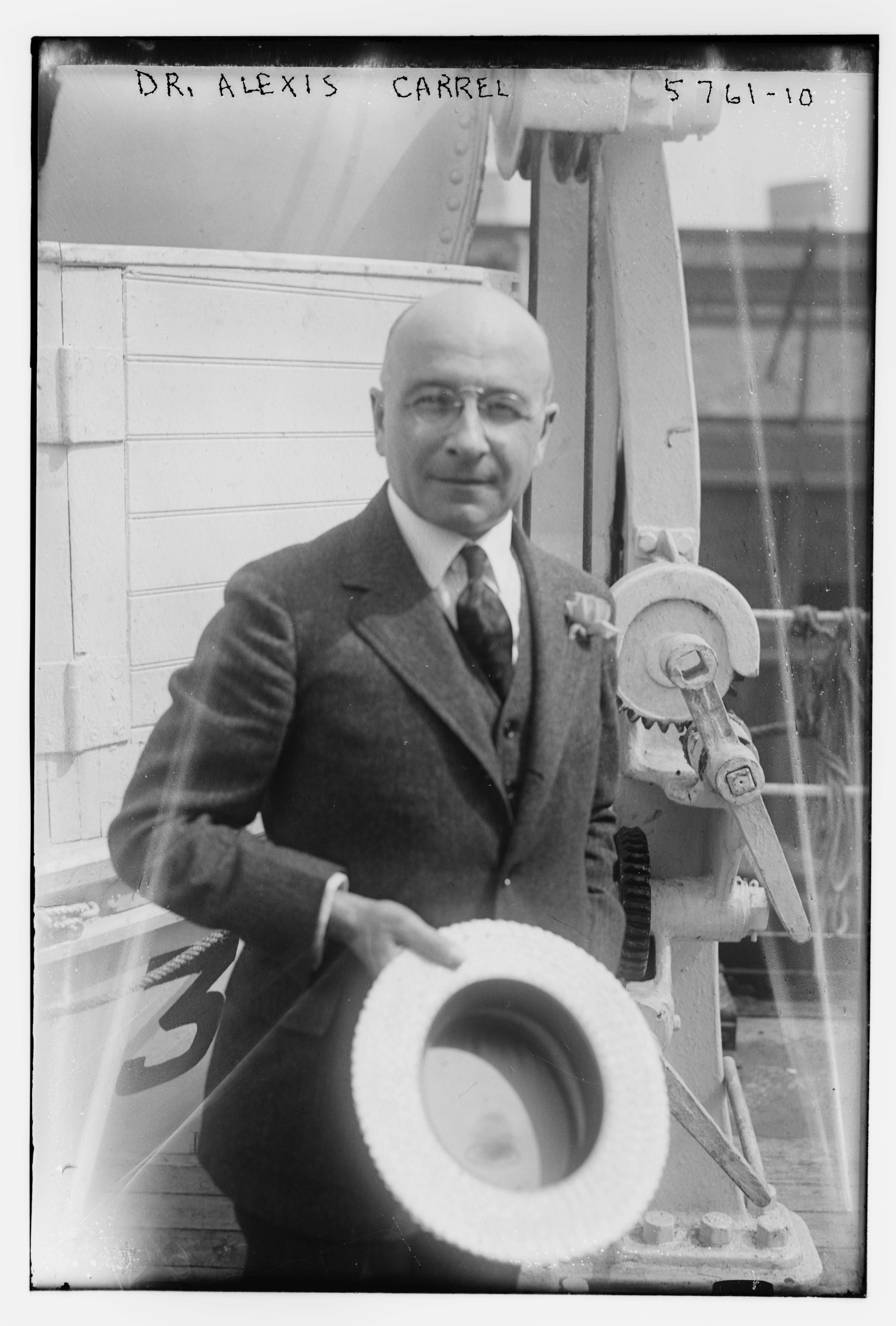
Alexis Carrel (1923)

Alexis Carrel (* 28. Juni 1873 in Sainte-Foy-lès-Lyon; † 5. November 1944 in Paris) war ein französischer Chirurg, Anatom und Physiologe. Carrel führte 1905 die erste Herztransplantation durch. Er erhielt 1912 den Nobelpreis für Physiologie oder Medizin.
Alexis Carrel konzentrierte sich vor allem auf die experimentelle Chirurgie und die Transplantation von Geweben und gesamten Organen. Bereits 1902 veröffentlichte er eine Methode zur Verbindung von Blutgefäßen, 1905 transplantierte er im Tierversuch Herzen und 1910 zeigte er, wie man Blutgefäße über lange Zeiträume aufbewahren konnte. 1908 demonstrierte er die ersten Ergebnisse zur Organtransplantation und 1935 baute er gemeinsam mit dem Luftfahrtpionier Charles Lindbergh ein Gerät, welches entnommene Organe steril beatmen konnte. Gemeinsam mit dem französischen Chirurgen Theodore Tuffier (1857–1929) führte er erfolgreich eine Reihe von Herzklappen-Operationen durch und konnte Herzmuskelzellen in Kultur züchten.

## Leben
Alexis Carrel wurde als Sohn des Kaufmanns Alexis Carrel und seiner Frau Anne Ricard in der Nähe von Lyon geboren. Sein Vater starb, als er noch sehr jung war. Im Jahr 1890 erwarb Carrel seine licence ès sciences, ein Jahr vorher bereits die licence de lettres an der Universität Lyon. Im Jahr 1902 promovierte er zum Doktor der Medizin an derselben Universität. Seine ärztliche Tätigkeit begann er daraufhin am Krankenhaus von Lyon, außerdem unterrichtete er als Prosektor an der Universität Anatomie und Chirurgie. 1902 spezialisierte er sich auf den Bereich der experimentellen Chirurgie am Krankenhaus von Lyon. Im Jahr 1902 nahm er als skeptischer Chirurg teil an einer Wallfahrt für Kranke nach Lourdes, bei der sich nach dem Zeugnis Carrels eine unerklärbare Heilung an einer todkranken Tuberkuloseleidenden nach Gebeten und Besuch der Heilbäder in Massabielle zutrug.
Carrel emigrierte 1904 nach Montreal und zog dann nach Chicago. Dort arbeitete er in der Abteilung für Physiologie der University of Chicago unter Professor George Neil Stewart (1860–1930). Zusammen mit dem Arzt Charles Claude Guthrie führte er bahnbrechende Arbeiten im Bereich der Organtransplantationen durch. Von 1906 bis 1912 wechselte als Direktor für experimentelle Chirurgie zum Rockefeller Institute für Medizinische Forschung (heute Rockefeller University). Im Jahr 1912 erhielt er den Nobelpreis für Medizin als Anerkennung seiner Arbeiten über die Gefäßnaht sowie über Gefäß- und Organtransplantationen.
1909 wurde Carrel in die American Philosophical Society und 1914 in die American Academy of Arts and Sciences gewählt. Von 1914 bis 1919 diente er als Major im Medizinischen Armeekorps Frankreichs im Weltkrieg. In dieser Zeit verbesserte er vor allem die bekannte Wundbehandlung nach Carrel und Dakin. Carrel kehrte als Professor in die Vereinigten Staaten zurück. 1927 wurde er korrespondierendes Mitglied der Académie des sciences. Im Jahr 1932 wurde Carrel zum Mitglied der Leopoldina gewählt. Im Februar 1937 trat Carrel öffentlich nach außen als engagierter apologetischer Katholik auf, während er zuvor bereits während seines Studiums und danach wieder seit 1902 als Agnostiker mit der Gottesfrage gerungen hatte.
Im Jahre 1939 kehrte Carrel nach Frankreich zurück, kurz vor dem sogenannten Sitzkrieg (Drôle de guerre), und übernahm 1941 einen Posten im Gesundheitsministerium des Vichy-Regimes in Paris. 1940 wurde er Direktor der Fondation Française pour l’Etude des Problèmes Humains („Französische Stiftung zum Studium menschlicher Probleme“), die nach der Befreiung von Paris aufgelöst wurde.

## Werk

### Chirurgische Leistungen
Carrel lieferte als Chirurg wichtige Beiträge zur Naht verletzter Blutgefäße (1902) und zur Antisepsis von Wunden. Mit Charles A. Lindbergh entwickelte er eine Pumpe, damit Organe außerhalb des Körpers überleben können. Dies war ein wichtiger Schritt zur Organtransplantation.
Im Jahr 1905 führte er erstmals eine Herztransplantation von Hund zu Hund durch. Seine Technik wurde 1933 von Frank Mann und dessen Mitarbeitern modifiziert (unter anderem mit Gewährleistung der Durchblutung der Herzkranzgefäße des Spenderherzens) angewendet.

### Kultivierung von Zellen und Zellalterung
Carrel entwickelte wegweisende Techniken zur Kultivierung von Zellen in vitro und war ein Pionier der Gewebezüchtung bzw. des Tissue Engineering. Er stellte 1908 die These auf, Zellen könnten sich unbegrenzt teilen und unsterblich sein. Mit Albert Ebeling begann er im Januar 1912 am Rockefeller Institute in New York City ein Experiment, bei dem er Fibroblasten aus einem Hühner-Herzen „unendlich“ lange kultivieren wollte. Die Resultate waren von wichtiger Bedeutung für die Biogerontologie, weil es bedeutet hätte, dass Zellstämme weit über die Lebensdauer einzelner Exemplare einer Spezies (hier: 7 bis 8 Jahre) überleben könnten, und Altern daher nicht das Resultat von Prozessen innerhalb einzelner Zellen sein könne. Carrel und Ebeling berichteten in mehreren Fachartikeln über ihre Kulturen, auch in der Presse wurde berichtet, teilweise ergänzt um „fantastische Legenden“. Ebeling, der die Zellen für 34 Jahre kultiviert hatte, führte das Experiment bis 1946 fort, zwei Jahre nach Carrels Tod.
Die Ergebnisse konnten nicht reproduziert werden, was viele Jahre unzulänglichen Experimentier-Techniken der Nachahmer zugeschrieben wurde. Leonard Hayflick, der mit seiner Forschung zum programmierten Zelltod (Apoptose) bekannt wurde und Carrel widerlegte, vermutet, dass ein technischer Fehler für ihr Ergebnis verantwortlich sei. Sie hätten die Zellkultur mit frischem Embryo-Gewebe von Hühnern gefüttert, wodurch neue lebende Zellen zur Kultur hinzugefügt wurden. Diese Erklärung war umstritten, heute wird allerdings davon ausgegangen, dass ein „wohlmeinender oder böswilliger Techniker“ möglicherweise ohne das Wissen Carrels frische Zellen hinzugefügt habe.

### Der Mensch, das unbekannte Wesen
Das Buch wurde in Frankreich bis Ende 1939 in Auflagen von insgesamt rund 200.000 Stück verkauft. Die Deutsche Verlags-Anstalt in Stuttgart verlegte bis 1957 sein nicht-medizinisches Hauptwerk Der Mensch, das unbekannte Wesen auf Deutsch. Auch Carrels begeistertes Lob für die nationalsozialistische Rassenhygiene ("energische Maßnahmen gegen die Vermehrung der Minderwertigen, Geisteskranken und Verbrecherischen") wurde unkommentiert nachgedruckt.
In seinem Werk spricht er sich gegen die Emanzipation der Frau aus und begründet dies mit biologischen Unterschieden: „In ihrem ganzen Ausmaß ist die Bedeutung der Fortpflanzungsfunktion bei der Frau noch nicht erkannt. Diese Funktion gehört unabänderlich zur vollen Entwicklung des Weibes, und es ist deshalb sinnlos, die Frauen gegen die Mutterschaft einzunehmen. Man sollte auch bei jungen Mädchen nicht dieselben geistigen und körperlichen Erziehungsmethoden anwenden oder dieselben Ansprüche erwecken wie bei Knaben.“
Carrel orientierte sich teilweise an der Rassenlehre und Eugenetik des frühen 20. Jahrhunderts. Im Buch heißt es, die „weißen Rassen“ hätten die „Vorherrschaft in der Welt“ durch ein überlegenes Nervensystem erlangt.

## Nachleben
Bis 1994 trug die medizinische Fakultät der Universität Lyon seinen Namen (Faculté Alexis Carrel), dann wurde der Name gelöscht (zu den Gründen siehe den Zeit-Artikel). Am 12. Januar 2006 wurde in Hannover nach vorangegangener öffentlicher Debatte die Alexis-Carrel-Straße aufgrund der angeblich stark belasteten Vergangenheit des Namensgebers in Rudolf-Pichlmayr-Straße umbenannt. 1979 wurde ein Mondkrater zu seinen Ehren Carrel benannt. Bereits seit 1951 trägt die Carrel-Insel in der Antarktis seinen Namen.

## Veröffentlichungen (Auswahl)
- Betrachtungen zur Lebensführung. Kindler, München 1968 (= Kindler-Taschenbücher. Band 2046/2047: Geist und Psyche).
- Der Mensch, das unbekannte Wesen. Deutsche Verlags-Anstalt, Stuttgart, zuletzt 81.–85. Tsd. 1955; Lizenz für List, München 1955 – dort 31.–45. Tsd. 1957.
- Das Wunder von Lourdes: Mit Tagebuchblättern und Betrachtungen aus dem Nachlass. 2. Auflage. Deutsche Verlags-Anstalt, Stuttgart 1952.
- mit C. C. Guthrie: The Transplantation of Veins and Organs. In: Am. Med. Band 10, 1905, S. 1101 ff.
- La technique opératoire des anastomoses vasculaires et la transplantation des viscères. In: Lyon méd. Band 98, 1902, S. 859 ff.